# Сибер, Сибель
Сибель Сибер (фамилия при рождении Ададемир; род. 13 декабря 1960, Никосия) — политик признанной только Турцией Турецкой Республики Северного Кипра. Занимала пост премьер-министра ТРСК с июня по сентябрь 2013 года, она стала первой женщиной, занимавшей этот пост на ноябрь 11 года. Также в 2013—2018 годах являлась председателем ассамблеи ТРСК. Сибер стала второй после Фатьмы Экеноглу женщиной, занимавшей этот пост.

## Биография
Родилась 13 декабря 1960 года в Никосии. Её отец, Алтай Ададемир, был учителем начальных классов из селения Мелусейа, мать Айсель — домохозяйкой из Клавдии. Поскольку отца периодически назначали в разные школы, семья постоянно переезжала.
В возрасте 16 лет Сибель поступила на медицинский факультет Стамбульского университета, на этот период пришёлся пик политических инцидентов с участием студентов. В 1983 году она окончила университет, получив квалификацию врача. В 1987 году она завершила специализацию на врача, специализирующегося на внутренних болезных, практику проходила в госпитале Шишли Этфаль. После окончания обучения вернулась на Кипр и работала в частной клинике. В 1989 году изучала диабет и эндокринологию в Виргинском университете.
В 1983 году опубликовала в газете с самым высоким на тот момент тиражом статью, в которой критиковала систему здравоохранения ТРСК.
В 2015 году баллотировалась в президенты ТРСК, но проиграла, заняв по количеству набранных голосов 3-е место после Дервиша Эроглу и Мустафы Акынджи.

### Личная жизнь
В 1984 году вышла замуж за уролога Рыфата Сибера. У них есть дочь Сюмер (род. 1985).